# Fulvio Gherli
Fulvio Gherli (1670-1735) est un écrivain italien. Citoyen de Modène, qui fut docteur en philosophie et médecin à Scandiano.

## Œuvres
Il Proteo Metallico O sia Delle trasformazioni superficiali de’ Metalli, e delle differenti preparazioni de medesimi molto proprie per debellare i mali più atroci, che il Corpo Umano affliggono, e per iscoprire gl’inganni de’ falsi Chimici. Opera Filosofico-Medico-Chimica di Giuseppe Corona, Venise, 1721.
Dans cet ouvrage, intitulé en français Traité sur les sept métaux l’auteur analyse les différentes transformations des métaux et les préparations médicinales, comme l’or potable, l’huile mercurielle, le sel de cuivre, etc. Il donne aussi les différentes opérations pour la transmutation (Metamorfosi) du mercure, de l’argent, du cuivre et de l’étain en or. Au chapitre sur l’or, il s’occupe de la pierre philosophale, en citant Cardan, Geber, Michael Sendivogius, Augurelli, Nicolas Flamel, Michael Maier, etc.